# Giorni dell'Eden
Giorni dell'Eden è l'ottavo album in studio del gruppo musicale Casa del vento, pubblicato nel mese di novembre del 2012

## Tracce
1. Portato dalle nuvole
2. L'acrobata
3. Giorni dell'Eden
4. Hurriya (feat. Youss Yakuza)
5. Berlin serenade
6. La croce su di te
7. La parola rende uguali
8. Icarus (feat. Violante Placido aka Viola)
9. Just Breathe (feat. Francesco “Fry” Moneti (MCR) e Lenny Kaye)
10. Rose di marzo (feat. Francesco Chimenti)
11. L'inferno e la bellezza (feat. Daniele Sanzone)